# Réseau de bus DKV
Le réseau de bus DKV assure le transport urbain de Debrecen. Il est exploité par la société publique Debreceni Közlekedési Zrt.